# Sociale verkiezingen
De sociale verkiezingen zijn verkiezingen die om de vier jaar georganiseerd worden in Belgische bedrijven met ten minste 50 werknemers. Ze worden reeds georganiseerd sinds 1950. Ze hebben tot doel om personeelsafgevaardigden te verkiezen voor het Comité voor Preventie en Bescherming op het Werk (CPBW) en/of de Ondernemingsraad (OR).

## Verloop
Alle werknemers kunnen deelnemen aan de sociale verkiezingen, maar moeten zich kandidaat stellen via een van de drie representatieve vakbonden (ABVV, ACV of ACLVB). Die vakbonden moeten drie lijsten voorstellen voor het CPBW: één lijst voor de arbeiders, een voor de bedienden en een voor de jeugdige werknemers (indien er 25 werknemers onder de 25 zijn tewerkgesteld). Dit is idem voor de ondernemingsraad, maar daar moet er nog een vierde lijst worden voorgesteld voor de kaderleden (indien er ten minste 15 kaderleden zijn tewerkgesteld). Deze laatste lijst kan worden voorgesteld door de drie vakbonden of door het Nationale Confederatie van het Kaderpersoneel (NCK). De CPBW's worden geïnstalleerd in ondernemingen met minstens 50 werknemers, bedrijven met 100 of meer werknemers zijn verplicht een ondernemingsraad in te richten. Tijdens de laatste sociale verkiezingen werden er afgevaardigden verkozen voor ongeveer 9000 organen in ± 6000 ondernemingen.
De vakverenigingen dienen in de mate van het mogelijke de diversiteit (gender, verschillende secties van de onderneming, etniciteit) op de lijsten te garanderen. Daarnaast moet een kandidaat werknemer zijn in het desbetreffende bedrijf, 6 maanden ononderbroken anciënniteit hebben op de dag van de verkiezingen en tot de werknemerscategorie behoren waarvoor hij opkomt. Er is ten slotte geen nationaliteitsvoorwaarde en leidinggevend personeel en preventieadviseurs kunnen zich niet kandidaat stellen.

## Geschiedenis
In 2012 werden sociale verkiezingen georganiseerd van 7 mei 2012 tot en met 20 mei 2012. Deze sociale verkiezingen hebben betrekking op ongeveer 6000 ondernemingen en de oprichting of vernieuwing van ongeveer 9000 organen (3000 ondernemingsraden en 6000 comités voor preventie en bescherming op het werk). Met het oog op de sociale verkiezingen 2012 keurde het Belgisch parlement drie wetsontwerpen goed. Deze behandelen de verplichte ondernemingsraad vanaf 100 werknemers, de organisatie van de sociale verkiezingen 2012 en de regels met betrekking tot het juridisch beroep.
In 2020 werden door de coronapandemie de sociale verkiezingen uitgesteld van mei naar november 2020.
De laatste sociale verkiezingen werden gehouden in 2024. De wet van 5 juni 2023 bepaalde dat deze in de periode van 13 tot 26 mei 2024 plaatsvonden.